# Leptochiton surugensis
Leptochiton surugensis is een keverslakkensoort uit de familie van de Leptochitonidae. De wetenschappelijke naam van de soort is voor het eerst geldig gepubliceerd in 1997 door Saito.